# دیویج شاران
 دیویج شاران (انگلیسی: Divij Sharan؛ زادهٔ ۲ مارس ۱۹۸۶) یک تنیس‌باز اهل هند است.